# Río Pulie
El río Pulie es un río que atraviesa gran parte de la provincia oeste de Nueva Bretaña de norte a sur, en Papúa Nueva Guinea. Desemboca en la aldea de Murien a cinco kilómetros al oeste del cabo Pasuwati y a unos 18 de Arawe, al cual está unido por un sendero costero. Durante la campaña de Nueva Bretaña, en la Segunda Guerra Mundial, fue el lugar de retirada de las tropas japonesas después de su derrota en la batalla de Arawe. En el camino que llevaba de esta península a la desembocadura del río se construyó un cuartel aliado.